# 이동하 (배우)
이동하(본명: 이동명, 1983년 1월 22일 ~ )는 대한민국의 배우이다.

## 학력
- 휘문고등학교
- 경희대학교 연극영화학

## 연기 활동

### 드라마
| 연도 | 방송사   | 제목                                   | 배역          | 비고     |
| ---- | -------- | -------------------------------------- | ------------- | -------- |
| 2014 | KBS2     | KBS 드라마 스페셜 - 내가 결혼하는 이유 | 발렛파킹 직원 |          |
| 2014 | MBC      | 왔다! 장보리                           | 김현채        | 특별출연 |
| 2014 | SBS      | 괜찮아, 사랑이야                       | 윤철          |          |
| 2015 | MBC      | 아침연속극 이브의 사랑                 | 구강민        | [ 3 ]    |
| 2015 | MBC      | 내 딸, 금사월                          | 변호사        | 특별출연 |
| 2016 | MBC      | 한 번 더 해피엔딩                      | 김정훈        | 특별출연 |
| 2016 | tvN      | 시그널                                 | 한세규        |          |
| 2017 | KBS1     | 저녁 일일연속극 미워도 사랑해          | 변부식        |          |
| 2018 | OCN      | 프리스트                               | 정태현        |          |
| 2020 | JTBC     | 부부의 세계                            | 이민기        |          |
| 2020 | MBC      | 내가 가장 예뻤을 때                    | 류승민        |          |
| 2021 | JTBC     | 선배 그 립스틱 바르지 마요             | 강우현        |          |
| 2021 | ENA      | 괴기맨숀: 디 오리지널                  |               |          |
| 2022 | MBC      | 지금부터, 쇼타임!                      | 해천무        |          |
| 2022 | MBC      | 닥터 로이어                            | 구현성        |          |
| 2023 | JTBC     | 대행사                                 | 석산그룹 아들 | 16부작   |
| 2025 | 넷플릭스 | 광장                                   | 이동경        |          |

### 영화
| 연도 | 제목            | 배역    | 비고            |
| ---- | --------------- | ------- | --------------- |
| 2013 | 분노의 윤리학   | 임 검사 |                 |
| 2018 | 인랑            | 박철우  | 한상우의 오른팔 |
| 2021 | 괴기맨숀        | 호준    |                 |
| 2023 | 소녀작가 입문기 | 윤리샘  |                 |

### 공연
- 2009년 《그리스》 ... 로저 역
- 2010년 《음악에세이》
- 2010년 《스페셜레터》 ... 정은희 역
- 2010년 《옥탑방 고양이》 ... 이경민 역
- 2011년 《내 이름은 김삼순》 ... 장도영 역
- 2011년 《스페셜레터》 ... 정은희 역
- 2011년 《옥탑방 고양이》 ... 이경민 역
- 2011년 《폴링 포 이브》 ... 아담 역
- 2012년 《옥탑방 고양이》 ... 이경민 역
- 2012년 《라카지》 ... 장미셀 역
- 2012년 《나쁜자석》 ... 프레이저 역
- 2013년 《트루웨스트》 ... 오스틴 역
- 2013년 《싱글즈》 ... 수헌 역
- 2013년 《쓰릴 미》 ... 그 역
- 2013년 《클로저》 ... 댄 역
- 2013년 《나쁜자석》 ... 프레이저 역
- 2015년 《마마 돈 크라이》 ... 뱀파이어 역
- 2016년 《트루웨스트 리턴즈》 ... 오스틴 역
- 2016년 《클로저》... 댄 역
- 2016년 《곤 투모로우》... 김옥균 역
- 2017년 《오펀스》... 트릿 역
- 2021년 ~ 2022년 《언더 스터디》... 해리 역

## 가족 관계
- 아버지: 이종빈 (1954년 5월 5일 ~ 2018년 7월 10일)
- 어머니: 나화주
- 여동생

1. ↑  “이동하 "나쁜남자? 실제론 여자 손도 잘 못 잡아요"”. 티브이데일리. 2013년 11월 11일. 2018년 2월 2일에 원본 문서에서 보존된 문서. 2018년 2월 2일에 확인함.
2. ↑  이동하가 처음으로 출연하는 아침 드라마 작품.
3. ↑  구강모의 이복 동생, 구인수 & 모화경의 둘째 아들
4. ↑  이동하가 처음으로 출연하는 일일 드라마 작품.